# Ernst Sattler
Johann Ernst Sattler (né le 31 décembre 1840 à Schonungen près de Schweinfurt ; † le 29 septembre 1923 à Dresde) est un peintre allemand.

## Biographie
Sattler est le petit-fils de l'entrepreneur de Schweinfurt Wilhelm Sattler. Il est le père de l'architecte Carl Sattler et de la sculptrice Irene Sattler.
Sattler étudie à l'Académie des beaux-arts de Karlsruhe et est principalement l'élève du professeur Johann Wilhelm Schirmer. Sur ses conseils, Sattler s'installe plus tard à Munich, où il devient l'élève du peintre d'histoire Karl Theodor von Piloty.
À Munich, Sattler fait également la connaissance de Wilhelm Leibl, qu'il respecte beaucoup et dont il rejoint bientôt le cercle d'artistes. Pendant sa résidence à Munich, Sattler effectue à plusieurs reprises de courts voyages d'études à Berlin et à Paris, que ses collègues Wilhelm Trübner, Hans Thoma et d'autres l'encouragent à faire.
Sattler s'installe plus tard à Florence pendant un certain temps pour étudier les maîtres anciens.
Entre 1879 et 1884, Sattler vit et travaille à Francfort. En collaboration avec Hans Thoma, Sattler crée tout l'intérieur pittoresque de la villa par l'architecte Simon Ravenstein (de).
Il se rend ensuite à Dresde-Loschwitz jusqu'en 1895 et y fonde à nouveau un atelier. Là, il se lie rapidement d'amitié avec Adolf von Hildebrand, qui devient plus tard également le professeur de son fils Carl. À Schonungen, Sattler est responsable de la rénovation et du remaniement pittoresque du château de Mainberg. Il participe également à la création des peintures de la Karlsturm de Schweinfurt, un bâtiment qui a succédé au château des Margrave, démoli.
Johann Ernst Sattler est décédé le 29 septembre 1923 à Dresde-Hellerau à près de 83 ans.

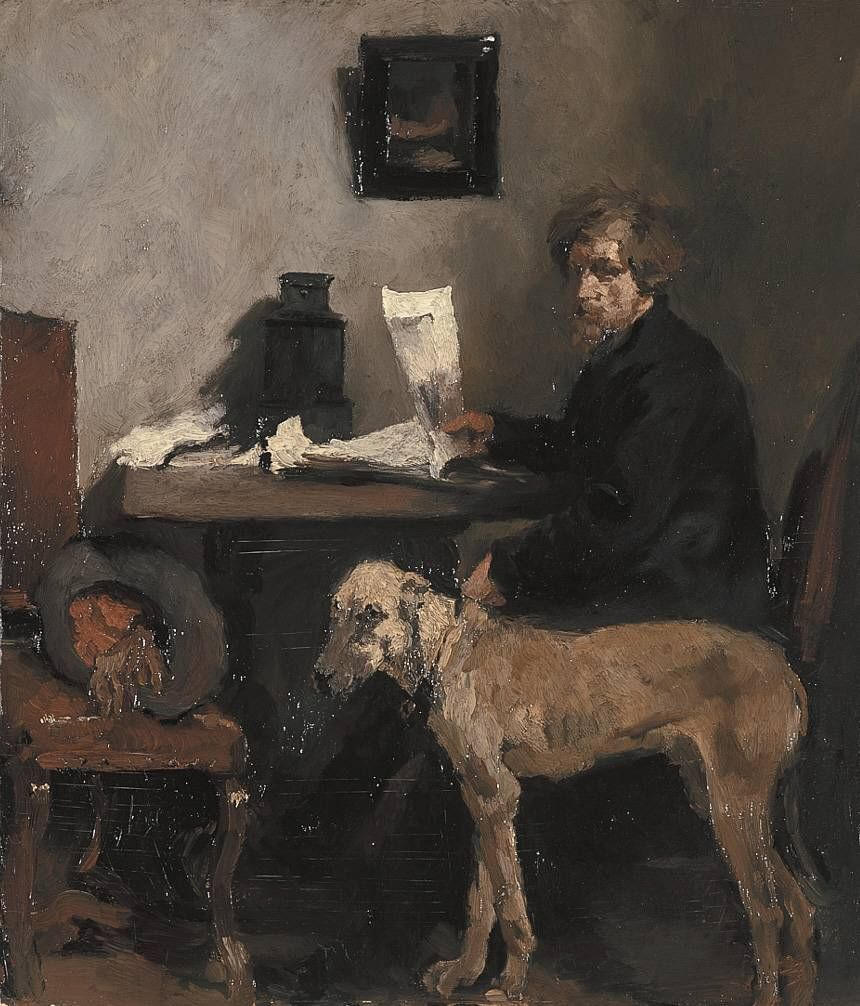
Wilhelm Leibl : Portrait du peintre Sattler, avec un dogue

## Œuvres (sélection)
- Wilhelm Leibl
- Die Isar vor der Stadt
- Hafen im Nebel